# Le Fataliste
Pour les articles homonymes, voir  Fataliste.
Pour plus de détails, voir Fiche technique et Distribution.
Le Fataliste (O Fatalista) est un film dramatique franco-portugais écrit et réalisé par João Botelho et sorti en 2005.
Le scénario est basé sur le roman Jacques le Fataliste de Denis Diderot.
Il a été présenté en compétition principale à la 62e édition de la Mostra de Venise,,.

## Fiche technique
- Titre original : O Fatalista
- Titre français : Le Fataliste
- Réalisation : João Botelho
- Scénario : João Botelho, d'après le roman Jacques le Fataliste de Denis Diderot
- Photographie :
- Montage :
- Musique :
- Production :
- Sociétés de production :
- Pays de production : Portugal
- Langue originale : portugais
- Format : couleur
- Genre : drame
- Durée : 99 minutes
- Dates de sortie[4] :
  - Italie : 7 septembre 2005 (Venice Film Festival)

## Distribution
- Rui Morisson (pt) : le narrateur
- Rogério Samora (pt) : Tiago
- Rita Blanco : Senhora D.
- Suzana Borges (pt) : l'aubergiste (Estalajadeira)
- Patrícia Guerreiro : Bárbara
- José Wallenstein : marquis
- Teresa Madruga : Ermelinda (la mère de Bárbara)
- Margarida Vila-Nova : fille
- Maria Emília Correia : la propriétaire
- Adriano Luz : mari
- João Baptista : Tiago (20 ans)
- Helena Laureano : Miss Suzete
- Ana Bustorff : Miss Margarida
- Laura Soveral : la grand-mère de Tiago
- André Gomes : Patrão
- Carlos Costa : Doctor